# マーチャント・バンカーズ
マーチャント・バンカーズ株式会社は、投融資のアレンジとホテル、ボウリング場などの運営を行う企業である。

## 沿革
- 1947年3月 - 西日本紡織株式会社設立。繊維事業を開始。
- 1948年5月 - 西日本紡績株式会社に商号変更。
- 1949年6月 - 福岡証券取引所に株式上場（現在は上場廃止）。
- 1961年9月 - 大阪証券取引所第2部に株式上場。
- 1967年7月 - 都築紡績株式会社が西日本紡織株式会社の経営を継承。
- 1979年4月 - 津島毛糸紡績株式会社と合併。新日本紡績株式会社に商号変更。
- 1996年9月 - 静岡県浜松市（現在は撤退）、岐阜県土岐市においてボウリング場運営事業を開始。
- 2002年5月 - 国内繊維事業から撤退。
- 2003年1月 - 親会社が都築紡績株式会社からアセット・マネジャーズ株式会社（現・いちごグループホールディングス株式会社）に異動。
- 2003年7月 - アセット・インベスターズ株式会社に商号変更。マーチャント・バンキング事業を本格的に開始。
- 2004年7月 - 株式会社アセット・オペレーターズ（のちに株式会社MBKオペレーターズに商号変更）を子会社としオペレーション事業を開始。
- 2009年1月 - 第三者割当増資により、アセット・マネジャーズ・ホールディングス株式会社が親会社でなくなる。
- 2009年7月 - マーチャント・バンカーズ株式会社に商号変更。
- 2011年1月 - 株式会社MBKオペレーターズを吸収合併。
- 2011年8月 - 旭工業株式会社が連結子会社となる。
- 2012年7月 - 加古川プラザホテルを運営する株式会社ホテルシステム二十一が連結子会社となる。
- 2013年7月 - 市場統合により東京証券取引所第2部に移行。
- 2014年5月 - 本社機能を有楽町電気ビルヂング北館に移転。
- 2016年11月 - 旭工業株式会社の全株式を株式会社日阪製作所に譲渡。